# Gygis
A Gygis a madarak osztályának lilealakúak (Charadriiformes) rendjébe és a csérfélék (Sternidae) családjába tartozó nem.

## Rendszerezés
A nembe az alábbi 2 faj tartozik:
- tündércsér (Gygis alba)
- kis tündércsér (Gygis microrhyncha)